# Послови
По́слови (рос. Пословы) — присілок у складі Шуришкарського району Ямало-Ненецького автономного округу Тюменської області, Росія. Входить до складу Азовського сільського поселення.
Населення — 36 осіб (2010, 39 у 2002).
Національний склад станом на 2002 рік: ханти — 92 %.